# 1.ª ceremonia de los Premios La Silla
La 1.ª ceremonia de los premios La Silla, presentados por la Asociación Dominicana de Profesionales de la Industria del Cine, honró a las mejores películas de 2012 y 2013 y se llevó a cabo el 17 de noviembre de 2013
Durante la ceremonia, la Asociación presentó los Premios La Silla en veinte categorías. Por otra parte, Franklin Domínguez, Ricardo Thorman, Ellis Pérez y Victoria Kluge fueron reconocidos por su aporte al cine local en sus inicios.
Entre las ganadoras en la ceremonia se encontraron ¿Quién manda?, receptora de ocho premios, y La Montaña, que recibió cinco. Entre sus distinciones, La Montaña ganó el premio a mejor documental, y ¿Quién manda? ganó el premio a mejor película.

## Ceremonia
La ceremonia se llevó a cabo el 17 de noviembre de 2013 en el Teatro Nacional, ubicado en Santo Domingo, & contó con la presencia del licenciado Cirilo J. Guzmán abogado de la Asociación Dominicana de Profesionales de la Industria del Cine, quien en su maletín, llevó el premio a mejor película; su firma legal revisa & notariza las votaciones, revistiendo esta & todas las demás categorías ganadoras de legalidad.

## Ganadores y nominados
Entre los receptores se encontraron: Frank Perozo, el premio a mejor actor principal (¿Quién manda?); Cheddy García a mejor actriz principal (La lucha de Ana); Ronni Castillo a mejor director (¿Quién manda?); (¿Quién manda?) a mejor comedia; y ¿Quién manda? a mejor película.

### Premios
Indica el ganador dentro de cada categoría, mostrado al principio y resaltado en negritas. A continuación se listan los ganadores:
| Mejor película - ¿Quién manda?                                       | Mejor director - Ronni Castillo - ¿Quién Manda?                           |
| Mejor actor principal - Frank Perozo – ¿Quién manda?, como Alex      | Mejor actriz principal - Cheddy García – La lucha de Ana, como Ana        |
| Mejor actor secundario - Mikie Montilla – ¿Quién manda?, como Manuel | Mejor actriz secundaria - Victoria Fernández – Feo de día, lindo de noche |
| Mejor guionista - ¿Quién manda?                                      | Mejor documental - La montaña                                             |
| Mejor musicalización - La montaña – Pavel Núñez y Arturo Piña        | Mejor canción - La montaña                                                |
| Mejor diseño de sonido - La montaña                                  | Mejor corto - El primer día – Andrés Farías                               |
| Mejor director de fotografía - ¿Quién manda?                         | Mejor maquillaje - El hoyo del diablo                                     |
| Mejor vestuario - El teniente Amado – Carolina Castro                | Mejor edición - La montaña                                                |
| Mejor dirección de arte - ¿Quién manda?                              | Mejor productor - Mi angelito favorito – Alfonso Rodríguez                |
| Mejores efectos especiales - El hoyo del diablo                      | Mejor comedia - ¿Quién manda?                                             |

### Reconocimientos honoríficos
- Franklin Domínguez

- Ricardo Thorman

- Ellis Pérez

- Victoria Kluge

## Premios y nominaciones múltiples
| Película                   | Nominaciones | Premios | Ref.  |
| -------------------------- | ------------ | ------- | ----- |
| ¿Quién manda?              |              | 8       | [ 4 ] |
| La montaña                 |              | 5       | [ 5 ] |
| El hoyo del diablo         |              | 2       | [ 5 ] |
| El primer día              |              | 1       | [ 5 ] |
| El teniente Amado          |              | 1       | [ 5 ] |
| Feo de día, lindo de noche |              | 1       | [ 5 ] |
| La lucha de Ana            |              | 1       | [ 5 ] |
| Mi angelito favorito       |              | 1       | [ 5 ] |